# 角斑芒果蛛
角斑芒果蛛（学名：Mangora angulopicta）为园蛛科芒果蛛属的动物。在中国大陆，分布于安徽、湖南、广西等地。该物种的模式产地在湖南舜皇山、安徽牯牛降。